# Claude de Bouteroue d'Aubigny
Pour les articles homonymes, voir Bouteroue (homonymie).
Claude de Bouteroue d'Aubigny (né en 1620 à Paris et mort en 1680) est un chevalier et un intendant de la Nouvelle-France de 1668 à 1670. Il a exercé son mandat entre deux mandats de Jean Talon.